# ネムネ・ドラティ学校
ネムーネ・ドラティ学校（ペルシア語：مدارس نمونه دولتی）は、イランにある選抜制の公立学校。
全国規模の競争的な入学試験を経て優秀な生徒を受け入れている。
これらの学校は、より高いレベルの学術教育を提供し、生徒を国立大学入試に備えさせ、様々な分野で才能を育成することを目的としている。